# 贝恩德-于尔根·马施纳
贝恩德-于尔根·马施纳（德語：Bernd-Jürgen Marschner，20世纪—），德国前男子赛艇运动员。他曾代表西德参加1962年世界赛艇锦标赛，获得男子四人单桨有舵手金牌。